# 2355 Nei Monggol
A 2355 Nei Monggol (ideiglenes jelöléssel 1978 UV1) a Naprendszer kisbolygóövében található aszteroida. A Bíbor-hegyi Obszervatóriumban fedezték fel 1978. október 30-án.